# Wharton (Ohio)
Wharton – wieś w Stanach Zjednoczonych, w stanie Ohio, w hrabstwie Wyandot.